# Burakayalakote, Srinivaspur
Burakayalakote là một làng thuộc tehsil Srinivaspur, huyện Kolar, bang Karnataka, Ấn Độ.